# 망게레 유나이티드 AFC
망게레 유나이티드 AFC(Mangere United Association Football Club)는 뉴질랜드 오클랜드 망게레에 있는 축구단이자, 오클랜드 축구 연맹의 회원이다.
2018년에 사우스 오클랜드 클럽인 마누카우 시티와 파트너십을 맺어 현재 NRFL 프리미어에서 뛰고 있는 마누카우 유나이티드를 결성했다.